# NGC 7612
NGC 7612 في الفهرس العام الجديد، هي مجرة، تقع في كوكبة الفرس الأعظم. اكتشفت في 26 مايو 1863 بواسطة هاينريش لويس دريست.

## روابط خارجية
- NGC 7612 على موقع ويكي سكاي: DSS2, SDSS, GALEX, IRAS, Hydrogen α, X-Ray, Astrophoto, Sky Map, Articles and images